# Ellis Johnson
Ellis Bernard Johnson (Wildwood, 30 ottobre 1973) è un ex giocatore di football americano statunitense che ha militato nel ruolo di defensive tackle nella National Football League.

## Biografia
Al college, Johnson giocò a football a Florida. Fu scelto come 15º assoluto dagli Indianapolis Colts nel Draft NFL 1995. Vi giocò per sette stagioni, con un massimo di 8 sack. Nel 2002 passò agli Atlanta Falcons, con cui mise a segno 15 sack in due stagioni. Chiuse la carriera disputando 13 partite nel 2004 con i Denver Broncos.

## Statistiche
| Partite             | 149 |
| Partite da titolare | 89  |
| Tackle              | 356 |
| Sack                | 51  |
| Intercetti          | 3   |